# Ото II фон Дона
Ото II фон Дона (на немски: Otto II von Dohna; † сл. 17 април/7 юли 1287) е бургграф на Дона (1256 – 1287).
Той е вторият син на бургграф Ото I фон Дона/Донин († ок. 1239), бургграф (1225	– 1239), и първата му съпруга Хилдегундис († 1282). Внук е на бургграф Хайнрих II фон Дона/Донин († сл. 28 ноември 1224/1225), бургграф (1180 – 1225), и правнук на Хайнрих I/Хайнрикус де Родева/ фон Ротау († сл. 1171/1181), бургграф на Дона/Донин (1144 – 1170/1180), и праправнук на Хайнрих фон Ротау.
Баща му се жени втори път за Аделхайд фон Шьонбург († 1342), дъщеря на Фридрих III фон Шьонбург († 1310) и Мехтилд фон Гера († сл. 1309).
Брат е на Хайнрих III фон Донин-Графенщайн († ок. 1273/1280), бургграф (1239 – 1256), господар на Остритц и Графенщайн и през 1256 г. трябва да се откаже от бургграфството. Сестра му Аделхайд († пр. 1267) е абатиса на „Мариентал“.

## Фамилия
Ото II фон Дона се жени пр. 1280 г. за графиня Кристина фон Глайхен, дъщеря на граф Ернст IV фон Глайхен († 1277) и Ингеборг Педерсдатер Улфелт († 1241). Те имат вер. децата:
- Ото III фон Дона († сл. 3 декември 1321), бургграф на Дона (1287 – 1321), женен ок. 1275 г. за бургграфиня Гертруд фон Майсен († сл. 20 юли 1312/1321), дъщеря на бургграф Майнхер III († сл. 1297); имат 9 деца
- Ото († сл. 4 март 1313)
- Юта († ок. 1288), омъжена за Ото фон Голсен

Ото II фон Дона се жени втори път пр. 1282 г. за Кристина фон Шварцбург-Бланкенбург, дъщеря на граф Гюнтер VII фон Шварцбург-Бланкенбург († 1275/1278) и София фон Орламюнде († 1268/сл. 1287). Децата му вер. са от нея.